# تحديق
التحديق هو النظرة الطويلة أو الثابتة تجاه شخصا أو كائن ما حيث يكون الكائن مركزا للاهتمام البصري لفترة ما من الزمن. يمكن تفسير التحديق على أنه إما معادي أو نتيجة تركيز مكثف أو عاطفة ما. في أغلب الأحيان يترجم الناس التحديق بأنه شكلا من أشكال العدوان أو غزو الخصوصية. إذا كان التحديق متبادلا يمكن أن يأخذ شكل معركة إرادات أو حتى لعبة يكون فيها الخاسر هو الشخص الذي ينظر بعيدا أولا، تسمى هذه اللعبة بمسابقة التحديق. بينما يعتمد البعض على الأجواء المحيطة قبل تفسير عملية التحديق. يمكن أن يحدث التحديق في كثير من الأحيان عن طريق الخطأ فعلى سبيل المثال، قد يحدق الشخص في الفراغ إما نتيجة تفكير عميق أو حالة من الغباء أو ببساطة غير قادر على الرؤية.
والتحديق بوصفه مفهوماً، هو وعي وإدراك الفرد (أو المجموعة) للأفراد الآخرين، أو المجموعات الأخرى، أو الذات. لقد جرى تعريف المفهوم والتطبيقات الاجتماعية للتحديق من الفلاسفة الوجوديين والظاهريين.
يمكن تقسيم ردود أفعال الناس إلى ثلاثة أقسام، فمنهم من لا يهتم ومنهم من يغضب ويرى أنه تدخل سافر في حياتهم بينما الجزء الأخير هم من يصابوا بالرعب الأمر الذي فسره علم النفس بمرض الخوف من التحديق.

## العوامل الاجتماعية

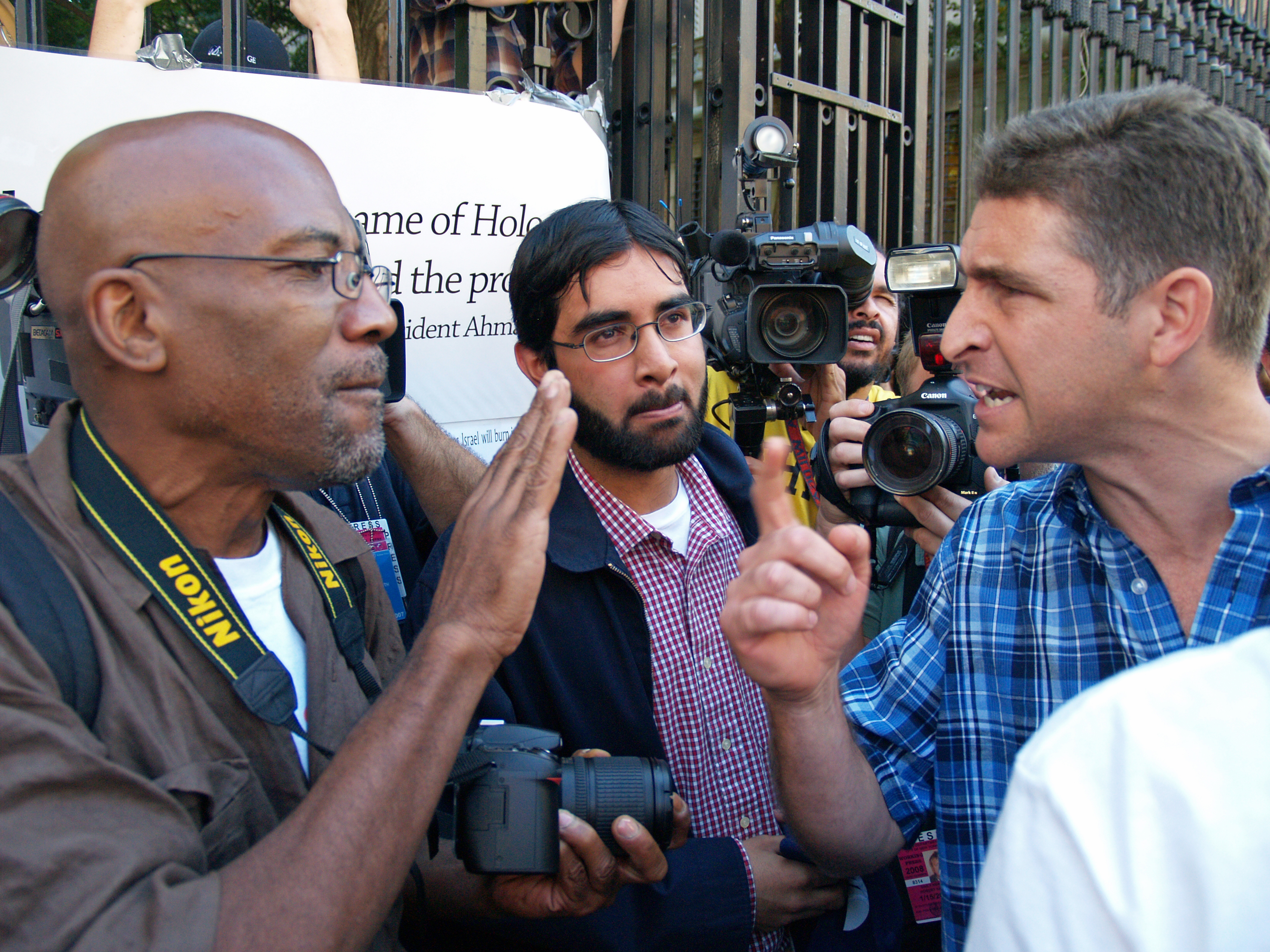
يمكن أن يكون التحديق بادرة من بوادر العنف، تمثل الصورة إحدى تحديق رجلين خلال إحدى الجدلات السياسية.

يجب تعليم الأطفال حدود التحديق المقبول، الأمر صعب في كثير من الأحيان لاختلاف مفهوم احترام الذات لديهم عن مفهوم الكبار. على الرغم من إمكانية استخدام التحديق تقنية للتعبير عن المودة إلا أن التحديق لفترة طويلة لنفس الشخص يمكن أن يسبب الكثير من الإزعاج. ناقش جان بول سارتر الأمر في كتابه «النظرة في الكينونة والعدم».

## الدراسات النفسية
تحتوي عملية التحديق على تركيز كبير، لذلك اعتبرت مادة خصبة لدراسات التحليل النفسي على طبيعة السكوفوفيليا. لاحقا أصبحت أهم المواضيع التي تهتم بها الجمعيات ذات الفكر النسوي. من المفارقات أن فكرة التحديق تشير إلى أن المرء ينظر إلى الأخرين باعتبارهم موضوع يستحق الفحص والدراسة، كان سارتر يرى أن الأشخاص الذين يشعرون بالخجل هم من لديهم شيء يخفونه ويخافون أن يعرفه شخص أخر.

## مسابقات التحديق

خط النظر في مسابقة تحديق

مسابقة التحديق هي لعبة يقوم فيها شخصان بالتحديق في عيون بعضهما البعض ومحاولة الحفاظ على الاتصال البصري لفترة أطول من منافسيهما. تنتهي اللعبة عندما ينظر أحد المشاركين بعيدا أو يبتسم. يوجد اختلاف شائع في اللعبة حيث لا يحاول المشاركون الحفاظ على الاتصال البصري فقط وإنما يجب عليهم أيضًا مقاومة الرغبة في الطرف (الرمش)، مما يخلق تحديًا جسديًا فضلاً عن كونه نفسيًا. قد يلجأ أحد المتسابقين إلى استخدام خدعة الكمين (خدعة مسموح بها) حيث يبدأ بالتحديق بالمنافس قبل أن تبدأ المنافسة لإرباكه واجباره على الدخول سريعا، معتمدا بذلك على أن المسابقة تبدأ حينما يحدث اتصال بالعين بين كلا المنافسين بدون النظر إلى مدى استعداد كلا منهما.
تم عرض مسابقة التحديق الأولى كرسوم متحركة على شاشات التلفاز في العرض الكوميدي الضخم الذي تبثه هيئة الإذاعة البريطانية بي بي سي بعنوان القطار الكبير (بيج تران، Big Train) الذي بدأ بثه في عام 1998. حصلت هذه الرسوم على تغطية إعلامية كبيرة تفوق تغطية الأحداث الرياضية، بطولة العالم للشطرنج، الملاكمة، كأس العالم لكرة القدم.

## وصلات خارجية
- ملاحظات عن التحديق
- روبرت دويزنو، دراسة التحديق عام 1948
- دراسة عن تحديق الرجال للنساء مع صور  نسخة محفوظة 14 أكتوبر 2004 على موقع واي باك مشين.